# Acacia filiculoides
Acacia filiculoides é uma espécie de leguminosa do gênero Acacia, pertencente à família Fabaceae.